# Tufão Wayne (1983)
O tufão Wayne, conhecido nas Filipinas como tufão Katring, foi um intenso ciclone tropical que trouxe inundações significativas às Filipinas em julho de 1983. O tufão se originou de uma área de clima perturbado que se formou longe da terra no final de julho. Na tarde de 22 de julho Wayne desenvolveu ventos fortes enquanto se movia para o oeste. No dia seguinte, estima-se que tenha se tornado um tufão, e Wayne posteriormente entrou em um período de rápido aprofundamento. Durante as horas da manhã de 24 de julho, estima-se que o tufão tenha atingido seu pico de intensidade de 205 km/h, mas logo começou a enfraquecer devido à interação com a terra. No momento em que se mudou para terra no sul da China em 25 de julho Wayne enfraqueceu consideravelmente. Depois de se mudar para o interior, Wayne enfraqueceu rapidamente. No dia seguinte, Wayne não era mais um ciclone tropical.
O tufão Wayne se tornou o segundo tufão a atingir as Filipinas em nove dias. Além disso, 42 pessoas perderam a vida na enchente enquanto tentavam atravessar uma ponte temporária. Um total de 28 pessoas ficaram feridas e 39 foram resgatadas, e inicialmente houve relatos de até 200 pessoas desaparecidas. Embora Wayne tenha passado ao sul de Taiwan, inundações moderadas foram relatadas devido ao mar agitado. Em outro lugar, na China, Wayne foi o quinto tufão mais intenso já registrado a impactar Fuquiém entre 1960 e 2005. Em toda a China, 440 pessoas ficaram feridas, 105 pessoas morreram e 30 000 habitações desabaram. No geral, 147 pessoas foram mortas devido ao tufão Wayne.

## História meteorológica
O tufão Wayne originou-se de uma frente de superfície alongada a oeste de Chuuk. Inicialmente, a perturbação estava mal organizada, mas depois das 12:00 UTC em 21 de julho imagens de satélite indicaram um aumento na organização e atividade convectiva do sistema. Com base nisso, um Alerta de Formação de Ciclone Tropical (TCFA) foi emitido no final de 21 de julho pelo Joint Typhoon Warning Center (JTWC). No início do dia seguinte, caçadores de furacões estimaram que o sistema se desenvolveu em uma depressão tropical, e o JTWC posteriormente inicializou os alertas. Nessa época, a Agência Meteorológica do Japão (JMA) começou a monitorar o sistema.
Durante os próximos 24 horas, Wayne começou a se intensificar e logo foi atualizado para uma tempestade tropical pelo JTWC. O JMA primeiro classificou a baixa como uma tempestade tropical em 18:00 UTC em 22 de julho enquanto o sistema geralmente se movia para o oeste. No início de 23 de julho, o JTWC atualiazou a tempestade em um tufão enquanto o JMA atualizou o sistema para uma tempestade tropical severa. Por volta dessa época, o reconhecimento de aeronaves revelou uma parede de olho e um pequeno núcleo interno. Seis horas depois, o JMA atualizou Wayne para um tufão. Mais tarde naquele dia, o JMA anunciou que Wayne atingiu ventos de 160 km/h. A tempestade continuou a se aprofundar rapidamente e, em 24 horas, o tufão Wayne mais que dobrou de intensidade de acordo com o JTWC. Enquanto isso, o ciclone se moveu para o oeste ao longo da periferia sul da cordilheira subtropical em um ambiente de baixo cisalhamento do vento. Às 06:00 UTC em 24 de julho, o JTWC estimou que a tempestade atingiu o pico de intensidade de 250 km/h, um furacão equivalente de categoria 4 na Escala de Vento de Furacões Saffir-Simpson dos Estados Unidos (SSHWS). De acordo com o JTWC, Wayne também foi um supertufão. no início de 24 de julho, o JMA informou que o tufão Wayne atingiu o pico de intensidade de 200 km/h (equivalente a uma categoria 3 no SSHWS), que manteve por 12 horas antes de enfraquecer ligeiramente. Quando o super tufão Wayne passou ao norte de Lução, a circulação atmosférica de baixo nível foi interrompida ao norte da tempestade pelo terreno elevado de Taiwan e, portanto, Wayne enfraqueceu. Wayne então começou uma trilha mais para noroeste e atingiu a costa aproximadamente 560 km leste de Hong Kong. No momento do desembarque em 25 de julho o JMA estimou ventos de 170 km/h, equivalente a uma categoria de nível médio 2 no SSHWS. Wayne atingiu a costa da China com a força do tufão de acordo com o JTWC, mas se dissipou rapidamente à medida que se movia para o interior sobre o terreno montanhoso do sudeste da China. Por 0000 UTC em 26 de julho o JMA deixou de monitorar o tufão Wayne.

## Impacto e consequências
Ao afetar as Filipinas, o tufão Wayne se tornou o segundo sistema a atingir Luçãon em nove dias após o tufão Vera. lá, 42 pessoas perderam suas vidas incluindo duas crianças e 12 mulher quando eles se afogaram na enchente enquanto tentavam atravessar uma ponte danificada,  mas temporária que foi construída após a temporada de tufões no Pacífico de 1981. A ponte era 150 ft (46 m) de comprimento e 1 yd (0.91 m) de largura e foi responsável por conectar Talisay e Cebu. Muitos dos mortos foram arrastados rio abaixo pelo rio Mananga, situado a 2 ft (0.61 m) abaixo da ponte. Além disso, 28 pessoas ficaram feridas e 39 foram resgatados. Inicialmente, cerca de 100 a 200 pessoas foram listadas como desaparecidas, muitas das quais se acredita terem se afogado nas enchentes. Muitos motoristas ficaram presos devido às enchentes.
Apesar de desviar para o sul de Taiwan, Wayne gerou ondas altas, que inundaram terras agrícolas. Um total de 1,482 acres (600 ha) de bananeiras foram inundadas. O tufão Wayne foi o quinto ciclone tropical mais intenso a impactar Fuquiém entre 1960 e 2005. As fortes chuvas causaram graves inundações em Fuquiém e Cantão. Por toda a China, 105 pessoas pereceram. Além disso, 440 pessoas ficaram feridas e 30 000 habitações desabaram. Embora poucos danos tenham sido relatados, ventos de 43 km/h e rajadas de 56 km/h foram medidos na Ilha Waglan. Em Tai Po Kau, uma leve maré de tempestade foi medida, com pico de 2,18 m. Perto dali, em Tatin's Cain, um pico de precipitação total de 113,9 mm foi registrado.